# Francisco Burillo Mozota
 (juin 2025).
Francisco Burillo Mozota (Paniza, Saragosse, né le 29 février 1952) est un archéologue et un historien espagnol qui est l'un des plus importants spécialistes du peuple des Celtibères et de leurs cultures.

## Formation
Francisco Burillo Mozota est licencié en Philosophie et Lettres à l'université de Saragosse en juin 1974, tout en devenant Premio Extraordinario de Licenciatura et Premio Extraordinario Academia General Militar. Il obtient également le Premio de Fin de Carrera de la Caja de Ahorros de la Inmaculada (le 24 octobre 1974) et de la Caja de Ahorros y Monte de Piedad de Zaragoza, Aragón y Rioja (le 28 décembre 1974).
Peu après, il obtient le grade de docteur en juin 1978, avec sa thèse : Los  ríos Huerva y Jiloca medio en época ibérica, bases para su estudio.

## Postes et mérites
Actuellement, il est professeur de la Préhistoire à l'université de Saragosse (Faculté de sciences Sociales et de sciences Humaines de Teruel). Il a donné différents cours de doctorat dans les universités de Lérida, de Castille la Manche, de Castellón, Grenade, de Las Palmas de Gran Canaria ou dans l'Institut national d'anthropologie et d'histoire au Mexique.
Depuis 1997, il est le correspondant académique de l'Académie royale d’histoire.
Fortement lié aux Celtibères, Francisco Burillo Mozota a dirigé certains des plus prestigieux médias d'étude et de diffusion de la région et de la culture celtibère. Il fut :
- le président du Seminario de Arqueología y Etnología Turolens.
- le directeur des colloques internationales d'Arqueología Espacial sur les Celtibères.
- le directeur des Carta Arqueológica d'Aragon.
- le directeur des revues Arqueología Espacial et Kalathos, ainsi que des publications scientifiques du Seminario de Arqueología y Etnología Turolens.
- le président de l'Institut aragonais d'archéologie (1987-1996).
- le président du Centre des études celtibériques de Segeda (depuis 2002) et le président de la Fondation Segeda.

## Œuvres
Son activité de recherche est concentrée sur la prospection archéologique, l'archéologie spatiale et la Protohistoire, avec une attention particulière au sujet des Celtibères ; ceci fait que Francisco Burillo Mozota est considéré comme l'un des grands spécialistes lorsque l'on doit se référer aux Celtibères.
Son œuvre : « Los Celtíberos. Etnias y estados » (2007), est devenu un classique lorsque l'on se réfère à l'historiographie de cette culture. Avec ce manuel, Francisco Burillo Mozota a publié plus de trois cents documents, articles et livres scientifiques, dont quarante sont issus de congrès nationaux et internationaux.

## Segeda
De son travail actuel, il est important de souligner la gestion du projet Segeda et de la route celtibère, développés à l'intérieur de projets de recherche à savoir :
- les processus sociaux et économiques de la formation et du développement de la Cité-État celtibère de Segeda entre 2002 et 2004.
- la cité celtibère de Segeda et son territoire : processus historiques et stratégiques d'analyse entre 2006 et 2008.
- il a également récemment obtenu un nouveau projet de recherche développé dans les années 2009-2010, avec un investissement de 50 000 euros : Segeda et la Celtibérie Septentrionale.